# Bruno Mathssons sommarhus

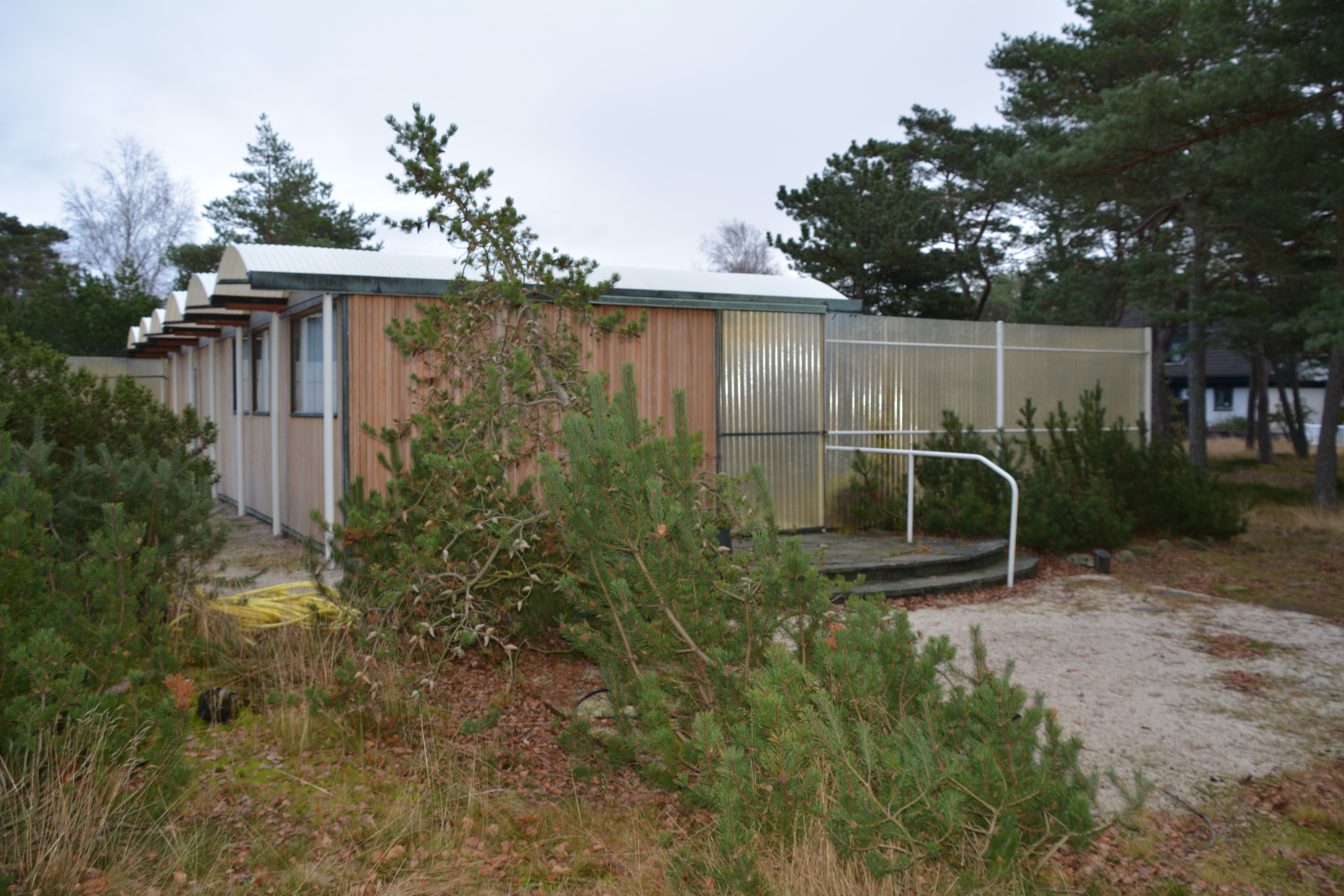
Bruno Mathssons sommarhus, 2015.

Bruno Mathssons sommarhus är ett modernistiskt fritidshus i Frösakull i Halmstads kommun, Hallands län. Huset är sedan 2007 ett lagskyddat byggnadsminne.

## Beskrivning

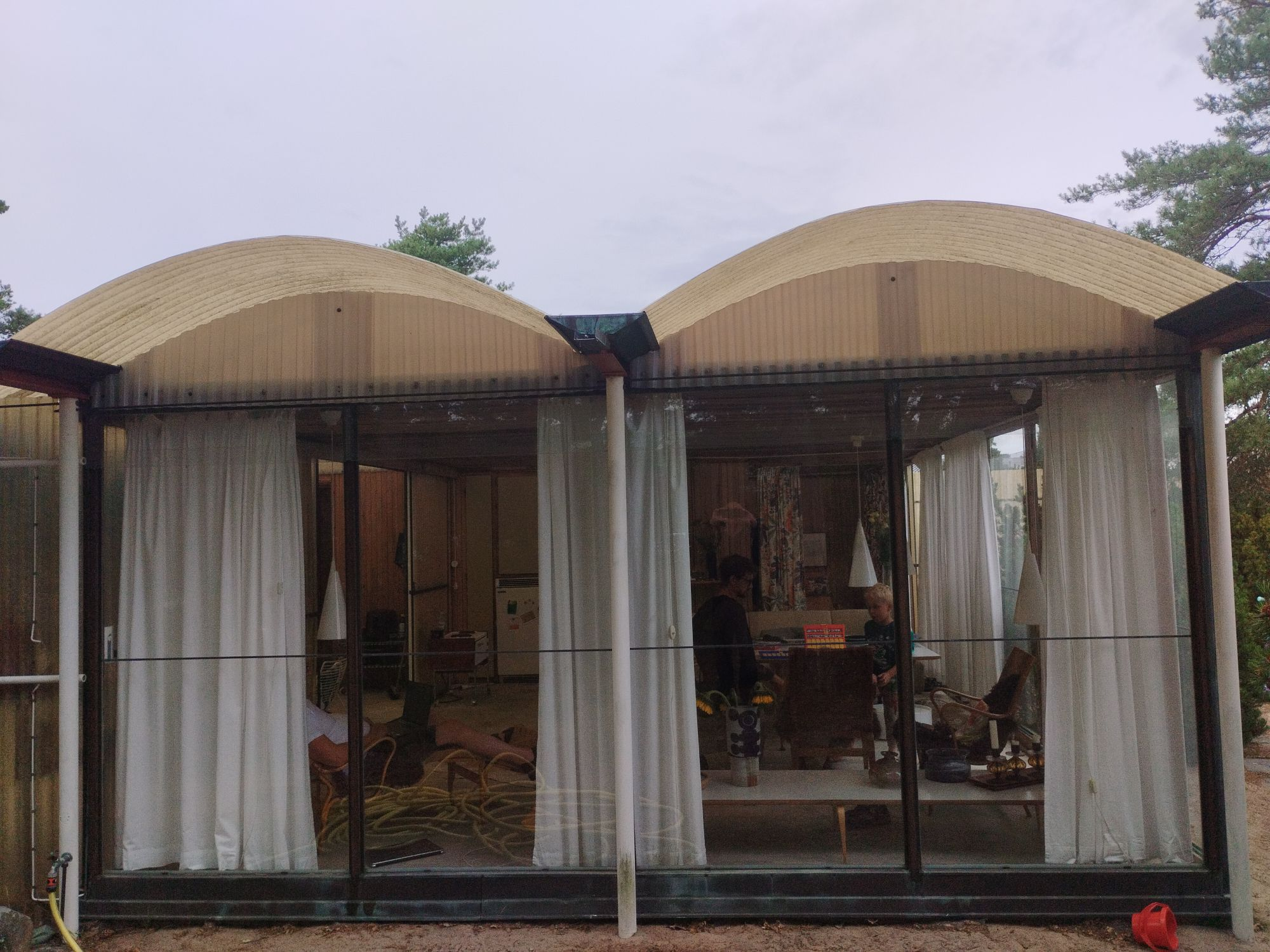
Exteriör storstugan 2025.

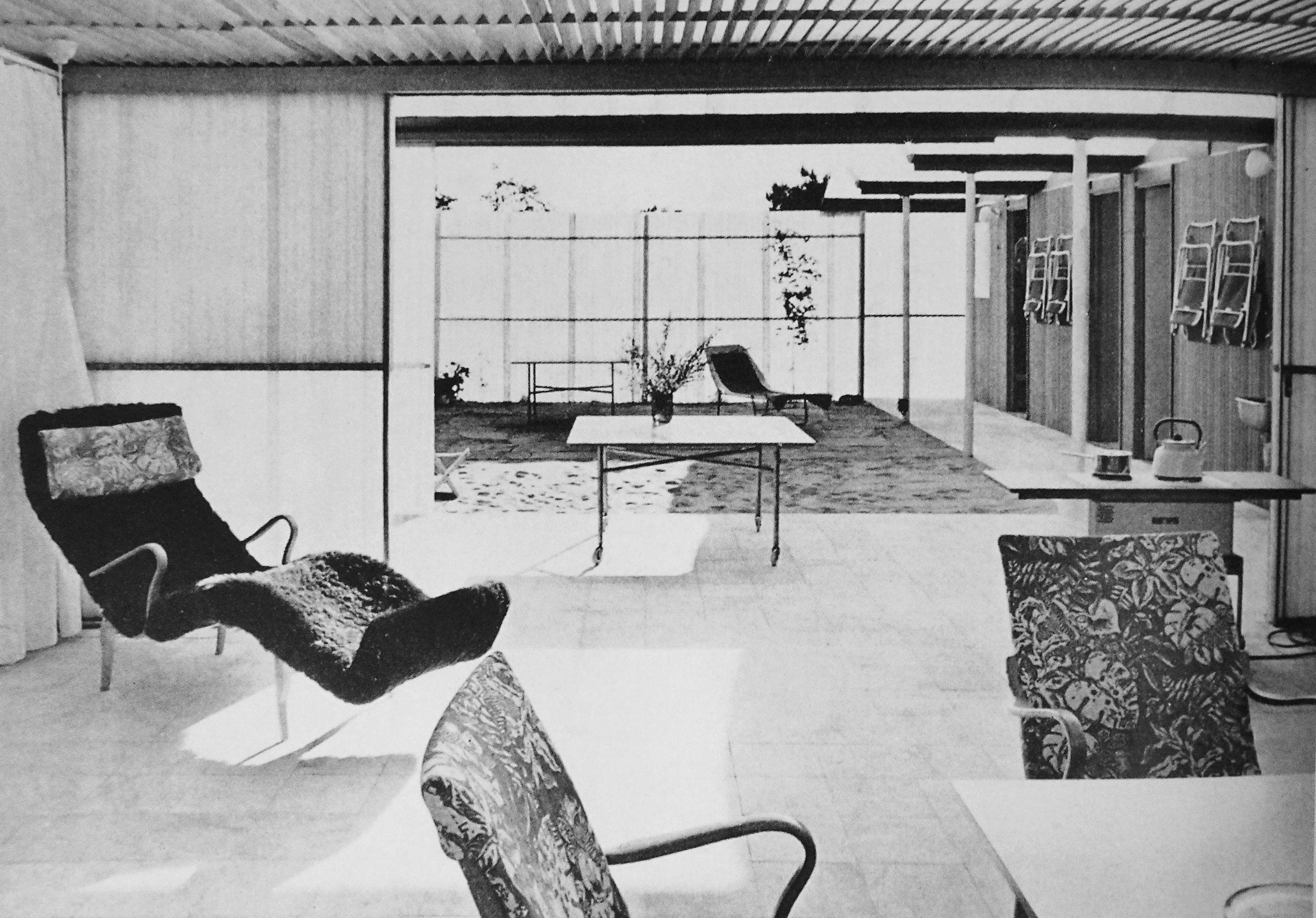
Mathssons sommarhus, interiör 1961.

Möbeldesignern och arkitekten Bruno Mathsson lät 1960 uppföra ett sommarhus i Frösakull med L-formad plan och med en stor solgård och en loggia i mitten, avskärmade med väggar av gul korrugerad plast, som monterats på ett ramverk av stålrör. Idéerna till huset hade presenterats några år tidigare i förslaget "The House of To-morrow". Huset är byggt på en bottenplatta av betong i marknivå.  
Den bärande konstruktionen utgörs av järnstolpar och fasaderna av glas- och plastpartier tillsammans med tunna träpaneler. Taket består av ljusgenomsläpplig och välvd korrugerad plast som är fastspänd i plåtrännor. Träpanelen på huset är gjorda av sydamerikansk fur (parana pine), liksom interiöra paneler och snickerier. Dörrar och vissa inredningsdetaljer är gjorda i perstorpsplatta.
Huset är på 85 kvadratmeter och har vardagsrum, arbetsrum, sovrum och två gästrum, men inget kök. Det har stora glasytor från golv till tak och därmed ett markant samband mellan ute och inne.

## Media
- Björn Dahlström och Hedvig Hedqvist: Frösakull. ett radikalt hus för en soldyrkares sommarlov,, 2006, Röhsska museet, sex minuter.